# Hi Hi Puffy AmiYumi
Hi Hi Puffy AmiYumi – amerykański serial animowany.
Serial o przygodach dwóch gwiazd rocka: Ami i Yumi w wersji animowanej. Twórcą serialu i reżyserem jest Sam Register.
Serial opowiada o przygodach członkiń japońskiego zespołu pop-rockowego Puffy AmiYumi – Ami Onuki i Yumi Yoshimury. Duet ten jest bardzo popularny w Japonii od czasu rozpoczęcia działalności w 1996 roku. Już wcześniej dziewczyny były znane oglądającym Cartoon Network w USA, gdyż stworzyły tytułową piosenkę do kreskówki Młodzi Tytani.
Po raz pierwszy pojawił się w Polsce 7 maja 2005 roku. 11 marca 2006 roku rozpoczęto emisję drugiej serii.
4 czerwca 2006 roku w Polsce, Rumunii i na Węgrzech emisja serialu została zakończona. 27 czerwca 2006 roku w Stanach Zjednoczonych serial został wyemitowany po raz ostatni. Tego samego dnia z powodu kłopotów finansowych i gwałtownego spadku oglądalności serial został usunięty z ramówki CN United States. Minisite o serialu został zlikwidowany.

## Informacje o kreskówce
Kreskówka przypominająca stylem anime produkowana jest przy użyciu Adobe Flash oraz tradycyjnych technik animacji. Każdy program trwa około dwadzieścia jeden minut i zawiera trzy siedmiominutowe odcinki.
Podczas pierwszego sezonu kreskówka zawierała krótkie klipy prawdziwych Ami i Yumi komentujących swoje poczynania (albo w dubbingowanym języku polskim, albo nietłumaczonym japońskim) na początku i końcu odcinka. Od czasu rozpoczęcia drugiego sezonu duet często pokazuje się trzymając w rękach informacje o nazwie danego odcinka.
Prawdziwe Puffy AmiYumi stworzyły temat muzyczny do kreskówki (większa część po angielsku, pomimo że początkowo śpiewały ją w języku japońskim oraz hiszpańskim), a wiele odcinków zawiera jedną (lub więcej) ich piosenkę w tle (niektóre rozpoznane w tabeli odcinków).

## Bohaterowie
Hi Hi Puffy AmiYumi przedstawia bohaterów z takimi samymi imionami oraz profesjami, jak w prawdziwym świecie, lecz ze zmienionymi charakterami:
- Ami – jest słodką, optymistyczną i wdzięczną dziewczynką z różowymi włosami i oczami, lubiącą gumę do żucia. Ubiera się w stylizowaną na lata sześćdziesiąte sukienkę go-go i białe wysokie buty. Głosu do kreskówki użyczyła jej w angielskiej wersji Janice Kawaye, a w polskiej Magdalena Krylik.
- Yumi – jest pokazana jako cyniczna, sarkastyczna punk rockmenka z purpurowo-niebieskimi włosami i oczami, a ubrana jest w style heavy metal/grunge/gotycki z nakolannikami i bransoletkami, szarą (lub purpurową) koszulką z czaszką, czarną minispódniczką nad purpurowymi spodniami oraz czarne buty wojskowe. Głosu użyczyła jej w angielskiej wersji Grey DeLisle, a w polskiej Brygida Turowska-Szymczak.
- Kaz – jest ich bardzo pazernym menadżerem, którego sukcesy są zwykle spowodowane szczęśliwym zbiegiem okoliczności. Powołując się na Sama Registera, jego wygląd bazuje na prawdziwym menedżerze Puffy AmiYumi, Kazie Harada. Głosu użyczył mu w wersji angielskiej Keone Young, natomiast w polskiej wersji Aleksander Mikołajczak.
- Jang Keng oraz Tekirai – to koty (odpowiednio) Yumi i Ami. Dziewczyny zajmują się nimi i są z nich bardzo dumne, ale Kaz jest ich wrogiem z powodu problemów, jakie wyrządzają. Jang Keng otrzymał głos Grey DeLisle (Brygidy Turowskiej-Szymczak), a Tekirai Janice Kawaye (Magdaleny Krylik) więc gdy miauczą, wydają z siebie głosy podobne do ich właścicieli. W angielskiej wersji imiona kotów są czasem zdrabniane do Jengo oraz Teki.

Inne postacie pojawiające się w kreskówce:
- Harmonia, samozwańcza "największa fanka" dziewczyn i Kaza. Ma ona taką obsesję na punkcie dziewczyn, że podąża za nimi dookoła świata denerwując je bez końca. Głosu w angielskiej wersji użyczyła jej Sandy Fox.
- Król Chad, to maniak gry karcianej "Głup-tarot" (oryg. "Stu-Pid-Oh"; parodii Yu-Gi-Oh!), który myśli jedynie o tej grze i o sobie. Jednakże w odcinku "Zazdrość i moda" został zauroczony dziewczyną o imieniu Janice, która tak jak on, potrafiła wykonywać skomplikowane triki jojo. Tytuł króla w pierwszym wystąpieniu w serialu otrzymał, ponieważ był ubrany w koronę, miał zarzuconą pelerynę i siedział na ozdobionym tronie (w późniejszych odcinkach pojawiał się w normalnych ubraniach).
- Domo, pies Kaza, wyglądający zupełnie jak on i również jak on, Domo jest w ciągłym konflikcie z kotami, głównie dlatego, że cały czas zjada ich jedzenie.
- Talentopijcy, rockowa grupa muzyczna z Transylwanii, która wpierw wystąpiła w odcinku o tym samym tytule, zabierając ("wysysając") talent do gry Ami i Yumi. Później pojawili się też w dwóch odcinkach.
- Aczan (oryg. Atchan), chłopak, który spotkał Ami i Yumi na obozie Youwannasushi. Aczan uważa się za superbohatera. Jego wygląd bazuje na wokaliście J-Rockowego zespołu New Rote*ka, Vo Atsushim, który jest jednym z przyjaciół rzeczywistej Yumi. Gwiazda na jego oku to wyraz uznania dla gitarzysty zespołu KISS, Paula Stanleya.

Animowane Puffy AmiYumi podróżują po świecie własnym autobusem. Z zewnątrz wygląda on normalnie, ale jego wnętrze jest tak ogromne, że mieści osobne pokoje dla dziewczyn (razem z łóżkami), pokój Kaza, instrumenty muzyczne, różne telewizory i komputery i wiele innych pokojów i przedmiotów. W odcinku Domo Kaz mówi o drugim piętrze. Prawdopodobnie też autobus ma funkcję autopilota, ponieważ w wielu odcinkach Kaz, Ami i Yumi siedzą w tylnej części autobusu, gdy ten jedzie. Wiele razy drzwi wejściowe zostały otwierane, aby odebrać przesyłki.
Pomimo tego, że bohaterowie mówią po polsku, czasami można usłyszeć język japoński, szczególnie w sytuacjach wywołujących duże emocje (na przykład zamiast krzyknąć "Pomocy!" dziewczyny krzykną "Tasukete!").

## Obsada
- Janice Kawaye – Ami
- Grey DeLisle – Yumi
- Keone Young – Kaz
- Sandy Fox – Harmonia

## Wersja polska
Wersja polska: Master Film na zlecenie Warner Bros.

Reżyseria:
- Dobrosława Bałazy (odc. 1-13),
- Agata Gawrońska-Bauman (odc. 14-26)

Dialogi: Dorota Filipek-Załęska

Dźwięk: Małgorzata Gil

Montaż: Agnieszka Kołodziejczyk

Kierownictwo produkcji:
- Beata Jankowska,
- Agnieszka Kołodziejczyk

Wystąpili:
- Joanna Pach-Żbikowska – Ami
- Brygida Turowska-Szymczak – Yumi
- Aleksander Mikołajczak – Kaz
- Mieczysław Morański
- Mirosław Wieprzewski
- Andrzej Chudy
- Grzegorz Wons

i inni
Teksty piosenek: Andrzej Brzeski

Opracowanie muzyczne: Eugeniusz Majchrzak

Śpiewali: Mieczysław Morański, Aleksander Mikołajczak

## Odcinki
- Do tej pory powstało 39 odcinków. W Polsce wyemitowano 26 odcinków po 3 epizody w każdym.
- Serial pojawił się w Polsce po raz pierwszy w Cartoon Network: 
  - I seria (odcinki 1-13) – 7 maja 2005 roku,
  - II seria (odcinki 14-26) – 11 marca 2006 roku,
  - III seria (odcinki 27-39) – nie doczekały się emisji w Polsce.
- 4 czerwca 2006 roku w Polsce, Rumunii i na Węgrzech skończyła się emisja serialu. Ostatni odcinek jaki został wyemitowany to "Zły menadżer".
- Serial został wyemitowany po raz ostatni:
  - 27 czerwca 2006 roku w Stanach Zjednoczonych,
  - 7 stycznia 2007 roku w Indiach.
- Z powodu niskiej oglądalności oraz kłopotów finansowych amerykański Cartoon Network usunął serial Hi Hi Puffy AmiYumi ze swojej ramówki[potrzebny przypis].

### Spis odcinków
| Premiera odcinka | Nr | Polski tytuł                  | Angielski tytuł        | Użyta piosenka                                                                   |
| ---------------- | -- | ----------------------------- | ---------------------- | -------------------------------------------------------------------------------- |
|                  |    |                               |                        |                                                                                  |
| SERIA PIERWSZA   |    |                               |                        |                                                                                  |
|                  |    |                               |                        |                                                                                  |
| 07.05.2005       | 01 | Dys-Harmonia                  | Dis-Harmony            |                                                                                  |
| 07.05.2005       | 01 | Zbierz 5 Tulisiów             | Collect All 5          | Boogie-Woogie No.5 i Into the Beach                                              |
| 07.05.2005       | 01 | Pigułoninja                   | Ninjocompoop           | Into the Beach, Brand New Days i Sayonara (z albumu Nice.)                       |
|                  |    |                               |                        |                                                                                  |
| 08.05.2005       | 02 | Talento-pijcy                 | Talent Suckers         |                                                                                  |
| 08.05.2005       | 02 | Ole!                          | Ole!                   |                                                                                  |
| 08.05.2005       | 02 | Mini-Puffcie                  | Mini-Puffs             |                                                                                  |
|                  |    |                               |                        |                                                                                  |
| 14.05.2005       | 03 | Tajemnica Ami                 | Ami’s Secret           |                                                                                  |
| 14.05.2005       | 03 | Tarapaty z toffi              | Taffy Trouble          |                                                                                  |
| 14.05.2005       | 03 | Taniec zwariowaniec           | Dance A-Go-Go          | Into the Beach                                                                   |
|                  |    |                               |                        |                                                                                  |
| 11.12.2005       | 04 | Ami staje się zła             | Ami Goes Bad           |                                                                                  |
| 11.12.2005       | 04 | Robo-rock                     | Robo-Pop               | Sunrise i Planet Tokyo                                                           |
| 11.12.2005       | 04 | Metalomaniacy                 | Metal Mental           |                                                                                  |
|                  |    |                               |                        |                                                                                  |
| 21.05.2005       | 05 | Pojedynek                     | Showdown               | Sayonara (z albumu Nice.)                                                        |
| 21.05.2005       | 05 | Karty na stół                 | In The Cards           | Love So Pure                                                                     |
| 21.05.2005       | 05 | Super Latki                   | Team Teen              |                                                                                  |
|                  |    |                               |                        |                                                                                  |
| 22.05.2005       | 06 | Opera Yumi                    | Opera Yumi             | True Asia                                                                        |
| 22.05.2005       | 06 | Ocalić farmę                  | Save The Farm          |                                                                                  |
| 22.05.2005       | 06 | Kumpel z listów               | Pen Pal                | Boogie-Woogie No. 5                                                              |
|                  |    |                               |                        |                                                                                  |
| 28.05.2005       | 07 | Na fali                       | Surf’s Up              |                                                                                  |
| 28.05.2005       | 07 | Głupiutkie Kupidynki          | Stupid Cupis           |                                                                                  |
| 28.05.2005       | 07 | Atak bachora                  | Brat Attack            | Friends Forever                                                                  |
|                  |    |                               |                        |                                                                                  |
| 29.05.2005       | 08 | Wszechmogący Kaz              | Kaz Almighty           |                                                                                  |
| 29.05.2005       | 08 | Alergia                       | Allergic               | Forever                                                                          |
| 29.05.2005       | 08 | Kosmo-odlot                   | Spaced Out             | True Asia i Boogie-Woogie No.5                                                   |
|                  |    |                               |                        |                                                                                  |
| 04.06.2005       | 09 | Yumi ratuje Kaza              | Yumi Saves Kaz         | That’s the Way It Is                                                             |
| 04.06.2005       | 09 | Rock & Ryba                   | Rock N Roe             | December                                                                         |
| 04.06.2005       | 09 | Minopatia                     | Scowlits               |                                                                                  |
|                  |    |                               |                        |                                                                                  |
| 05.06.2005       | 10 | Mapa skarbów                  | Treasure Map           | Planet Tokyo                                                                     |
| 05.06.2005       | 10 | Kaz kontra Koty               | Kaz Vs. Katz           | Boogie-Woogie No.5                                                               |
| 05.06.2005       | 10 | Zły menadżer                  | Bad Manager            | That’s the Way It Is                                                             |
|                  |    |                               |                        |                                                                                  |
| 11.06.2005       | 11 | Niesamowity Kaz-am            | The Amazing Kaz-am     |                                                                                  |
| 11.06.2005       | 11 | Puffy-szności                 | Puffylicious           |                                                                                  |
| 11.06.2005       | 11 | Światła, kamera, groza        | Lights, Camera, Danger |                                                                                  |
|                  |    |                               |                        |                                                                                  |
| 12.06.2005       | 12 | Fan kluby                     | Fan Clubs              |                                                                                  |
| 12.06.2005       | 12 | Kocia drzemka                 | Cat Nap                |                                                                                  |
| 12.06.2005       | 12 | Klątwa                        | Cursed                 |                                                                                  |
|                  |    |                               |                        |                                                                                  |
| 24.07.2005       | 13 | Zaślepienie                   | Eye Sore               |                                                                                  |
| 24.07.2005       | 13 | Wredna machina                | Mean Machine           |                                                                                  |
| 24.07.2005       | 13 | Choroba morska                | Sea Sick               |                                                                                  |
|                  |    |                               |                        |                                                                                  |
| SERIA DRUGA      |    |                               |                        |                                                                                  |
|                  |    |                               |                        |                                                                                  |
| 11.03.2006       | 14 | Ryba Guru                     | Koi Fish               |                                                                                  |
| 11.03.2006       | 14 | Święto drzew                  | Arbor Day              |                                                                                  |
| 11.03.2006       | 14 | Ami Ami                       | Ami Ami                |                                                                                  |
|                  |    |                               |                        |                                                                                  |
| 12.03.2006       | 15 | Dzień odwiedzin               | Visiting Hours         |                                                                                  |
| 12.03.2006       | 15 | Wystawa kotów                 | Kitty Kontest          |                                                                                  |
| 12.03.2006       | 15 | Żarcie starcie                | Chow Down              |                                                                                  |
|                  |    |                               |                        |                                                                                  |
| 18.03.2006       | 16 | Głodna Yumi                   | Hungry Yumi            |                                                                                  |
| 18.03.2006       | 16 | Dziwny ochroniarz             | The Oddyguard          |                                                                                  |
| 18.03.2006       | 16 | Piosenkarz wyjec              | Song Sung Bad          |                                                                                  |
|                  |    |                               |                        |                                                                                  |
| 19.03.2006       | 17 | Pomocna dłoń                  | Helping Hand           |                                                                                  |
| 19.03.2006       | 17 | Czysty bzik                   | Neat Freak             |                                                                                  |
| 19.03.2006       | 17 | Hipno-Kaz                     | Hypno-Kaz              |                                                                                  |
|                  |    |                               |                        |                                                                                  |
| 25.03.2006       | 18 | W stylu Harmonii              | In Harmony’s Way       |                                                                                  |
| 25.03.2006       | 18 | Poza czasem                   | Time Off               |                                                                                  |
| 25.03.2006       | 18 | Niebezpieczny dom             | Home Insecurity        |                                                                                  |
|                  |    |                               |                        |                                                                                  |
| 26.03.2006       | 19 | Bez zaproszenia               | Uninvited              |                                                                                  |
| 26.03.2006       | 19 | Szalony biwak                 | Camping Caper          |                                                                                  |
| 26.03.2006       | 19 | Więzienny rock                | Cell Block Rock        |                                                                                  |
|                  |    |                               |                        |                                                                                  |
| 01.04.2006       | 20 | AmiYumi 3000                  | AmiYumi 3000           |                                                                                  |
| 01.04.2006       | 20 | Przejażdżkomania              | The Ride Stuff         |                                                                                  |
| 01.04.2006       | 20 | Kaz wilkołak                  | Were-Kaz               |                                                                                  |
|                  |    |                               |                        |                                                                                  |
| 02.04.2006       | 21 | Nartowstręt                   | Ski Sick               |                                                                                  |
| 02.04.2006       | 21 | Drapanie i kupowanie          | Claw And Order         |                                                                                  |
| 02.04.2006       | 21 | Zazdrość i moda               | Janice Jealous         |                                                                                  |
|                  |    |                               |                        |                                                                                  |
| 08.04.2006       | 22 | Domo                          | Domo                   |                                                                                  |
| 08.04.2006       | 22 | Yumi zostaje solistką         | Yumi Goes Solo         |                                                                                  |
| 08.04.2006       | 22 | Kocia wojna                   | Cat Feud               |                                                                                  |
|                  |    |                               |                        |                                                                                  |
| 09.04.2006       | 23 | Super Zero                    | Super Zero!            |                                                                                  |
| 09.04.2006       | 23 | Artystka Ami                  | Artist Ami             |                                                                                  |
| 09.04.2006       | 23 | Ikkakujuu                     | Ikkakujuu              |                                                                                  |
|                  |    |                               |                        |                                                                                  |
| 15.04.2006       | 24 | Gazu, kotku, gazu, gazu, gazu | Run Cat Run            |                                                                                  |
| 15.04.2006       | 24 | Nauka jazdy                   | Driving School         | Into the Beach                                                                   |
| 15.04.2006       | 24 | Rekordo-maniaczki             | Record Breakers        |                                                                                  |
|                  |    |                               |                        |                                                                                  |
| 16.04.2006       | 25 | Langusty                      | Rock Lobsters          | W intrze jako karaoke śpiewane przez przyjaciół Ami i Yumi: That’s the Way It Is |
| 16.04.2006       | 25 | Rockowy upiór                 | Phantom Of Rock        |                                                                                  |
| 16.04.2006       | 25 | Brudziuś                      | Fungus                 |                                                                                  |
|                  |    |                               |                        |                                                                                  |
| 22.04.2006       | 26 | Rajd tekturowych aut          | Soap Box Derby         | W intrze: Into the Beach Planet Tokyo                                            |
| 22.04.2006       | 26 | Powrót Talento-pijców         | Talent Suckers Return  |                                                                                  |
| 22.04.2006       | 26 | Więźniowie Yoyovii            | Prisoners Of Yoyovia   |                                                                                  |
|                  |    |                               |                        |                                                                                  |
| SERIA TRZECIA    |    |                               |                        |                                                                                  |
|                  |    |                               |                        |                                                                                  |
|                  | 27 |                               | Puffy BC               |                                                                                  |
|                  | 27 | Duplicats                     |                        |                                                                                  |
|                  | 27 | Agent Y                       |                        |                                                                                  |
|                  |    |                               |                        |                                                                                  |
|                  | 28 |                               | Secret Origin          |                                                                                  |
|                  | 28 | Legend Of Mei Pei             |                        |                                                                                  |
|                  | 28 | Under The Hood                |                        |                                                                                  |
|                  |    |                               |                        |                                                                                  |
|                  | 29 |                               | Movie Madness          |                                                                                  |
|                  | 29 | Stop The Presses              |                        |                                                                                  |
|                  | 29 | Hired Help                    |                        |                                                                                  |
|                  |    |                               |                        |                                                                                  |
|                  | 30 |                               | Manga Madness          |                                                                                  |
|                  | 30 | Junior Tapeworm               |                        |                                                                                  |
|                  | 30 | Kazalot                       |                        |                                                                                  |
|                  |    |                               |                        |                                                                                  |
|                  | 31 |                               | The Golden Fleas       |                                                                                  |
|                  | 31 |                               | The Golden Fleas       |                                                                                  |
|                  | 31 | Sitcomi Yumi                  |                        |                                                                                  |
|                  |    |                               |                        |                                                                                  |
|                  | 32 |                               | Spree                  |                                                                                  |
|                  | 32 | Granny                        |                        |                                                                                  |
|                  | 32 | A Grave Mistake               |                        |                                                                                  |
|                  |    |                               |                        |                                                                                  |
|                  | 33 |                               | Motor Psycho Mama      |                                                                                  |
|                  | 33 | Oldie AmiYumi                 |                        |                                                                                  |
|                  | 33 | Trouble With Mimes            |                        |                                                                                  |
|                  |    |                               |                        |                                                                                  |
|                  | 34 |                               | Tuesday Jungle Prom    |                                                                                  |
|                  | 34 | Truth or Dare                 |                        |                                                                                  |
|                  | 34 | Sumo Kaz                      |                        |                                                                                  |
|                  |    |                               |                        |                                                                                  |
|                  | 35 |                               | Tooth Decay            |                                                                                  |
|                  | 35 | Gridiron Maidens              |                        |                                                                                  |
|                  | 35 | Sound Off                     |                        |                                                                                  |
|                  |    |                               |                        |                                                                                  |
|                  | 36 |                               | Small Stuff            |                                                                                  |
|                  | 36 | BC Road Trip                  |                        |                                                                                  |
|                  | 36 | Puffynauts                    |                        |                                                                                  |
|                  |    |                               |                        |                                                                                  |
|                  | 37 |                               | Evil AmiYumi           |                                                                                  |
|                  | 37 | Butterscotch                  |                        |                                                                                  |
|                  | 37 | Big Waldo                     |                        |                                                                                  |
|                  |    |                               |                        |                                                                                  |
|                  | 38 |                               | Disco Capers           |                                                                                  |
|                  | 38 | House Unkeeping               |                        |                                                                                  |
|                  | 38 | Number, Please                |                        |                                                                                  |
|                  |    |                               |                        |                                                                                  |
|                  | 39 |                               | Manga Madness II       |                                                                                  |
|                  | 39 | Julie AmiYumi                 |                        |                                                                                  |
|                  | 39 | It’s Alive!                   |                        |                                                                                  |
|                  |    |                               |                        |                                                                                  |